# アブデルラザク・ハムダラー
アブデルラザク・ハムダラー（Abderrazak Hamdallah, 1990年12月17日 - ）は、モロッコ・マラケシュ＝サフィ地方サフィ州サフィ出身のサッカー選手。サウジ・プロフェッショナルリーグ・アル・イテハド所属。モロッコ代表。ポジションはFW、MF。

## 経歴
2014年、ノルウェーのオーレスンFKから中国の広州富力へ完全移籍した。2015年2月24日、AFCチャンピオンズリーグ2015の第1節でガンバ大阪と対戦し、ACL初得点を決めた。
2018年にサウジアラビアのサウジ・プロフェッショナルリーグに移籍して以降は、2018–19、2019–20、2022-23シーズンと、通算3度の得点王のタイトルを獲得している。2022年には、カタールワールドカップのモロッコ代表のメンバーにも選ばれている。

## 代表歴

### 出場大会
- モロッコ代表
  - 2022 FIFAワールドカップ

### 試合数
- 国際Aマッチ 24試合 6得点（2012年 - ）[5]

| モロッコ代表 | 国際Aマッチ | 国際Aマッチ |
| 年           | 出場        | 得点        |
| ------------ | ----------- | ----------- |
| 2012         | 2           | 0           |
| 2013         | 5           | 1           |
| 2014         | 5           | 5           |
| 2015         | 4           | 0           |
| 2019         | 1           | 0           |
| 2022         | 5           | 0           |
| 2023         | 2           | 0           |
| 通算         | 24          | 6           |

## タイトル

### クラブ
アル・ジャイシュ
- カタール・カップ: 2015-16

アル・ラーヤン
- シェイク・ジャシムカップ: 2018

アル・ナスル
- サウジ・プロフェッショナルリーグ: 2018-19[6]
- サウジ・スーパーカップ: 2019, 2020

アル・イテハド
- サウジ・プロフェッショナルリーグ: 2022-23
- サウジ・スーパーカップ: 2022

### 個人
- ボトラ得点王: 2012-13
- オーレスンFK年間最優秀選手: 2014
- カタール・スターズリーグ得点王: 2015-16 (21得点)
- サウジ・プロフェッショナルリーグ年間最優秀選手: 2018-19[7]
- サウジ・プロフェッショナルリーグ月間最優秀選手: 2018年12月, 2019年3月, 2019年4月, 2020年8月, 2022年2月
- キング・カップ得点王: 2018-19 (14得点)
- サウジ・プロフェッショナルリーグ得点王: 2018-19 (34得点), 2019-2020 (29得点), 2022-23 (21得点)
- サウジ・プロフェッショナルリーグアシスト王: 2018-19
- アル・ナスル年間最優秀選手: 2019
- グローブ・サッカー・アワード（英語版）最優秀アラブ選手 : 2019[8]
- IFFHS集計年間最多得点選手 (57得点): 2019[9]
- AFCチャンピオンズリーグ得点王: 2020[10]
- AFCチャンピオンズリーグ・チーム・オブ・ザ・トーナメント: 2016,[11] 2020[10]
- サウジ・スーパーカップ・トーナメント最優秀選手: 2022
- サウジ・スーパーカップ得点王: 2022

### 勲章
- モロッコ国家勲章（英語版） : 2022[12]